# Христанівка
Христані́вка — село в Україні, у Лохвицькій міській громаді Миргородського району Полтавської області. Населення становить 164 осіб. Входить до складу Лохвицької міської громади.

## Географія
Село Христанівка знаходиться на правому березі річки Сула, вище за течією на відстані 2 км розташоване село Васильки, нижче за течією на відстані 2,5 км розташоване село Сенча, на протилежному березі — село Бодаква. Річка в цьому місці звивиста, утворює лимани, стариці та заболочені озера.

## Історія

Земська школа у Христанівці, 2013 р.

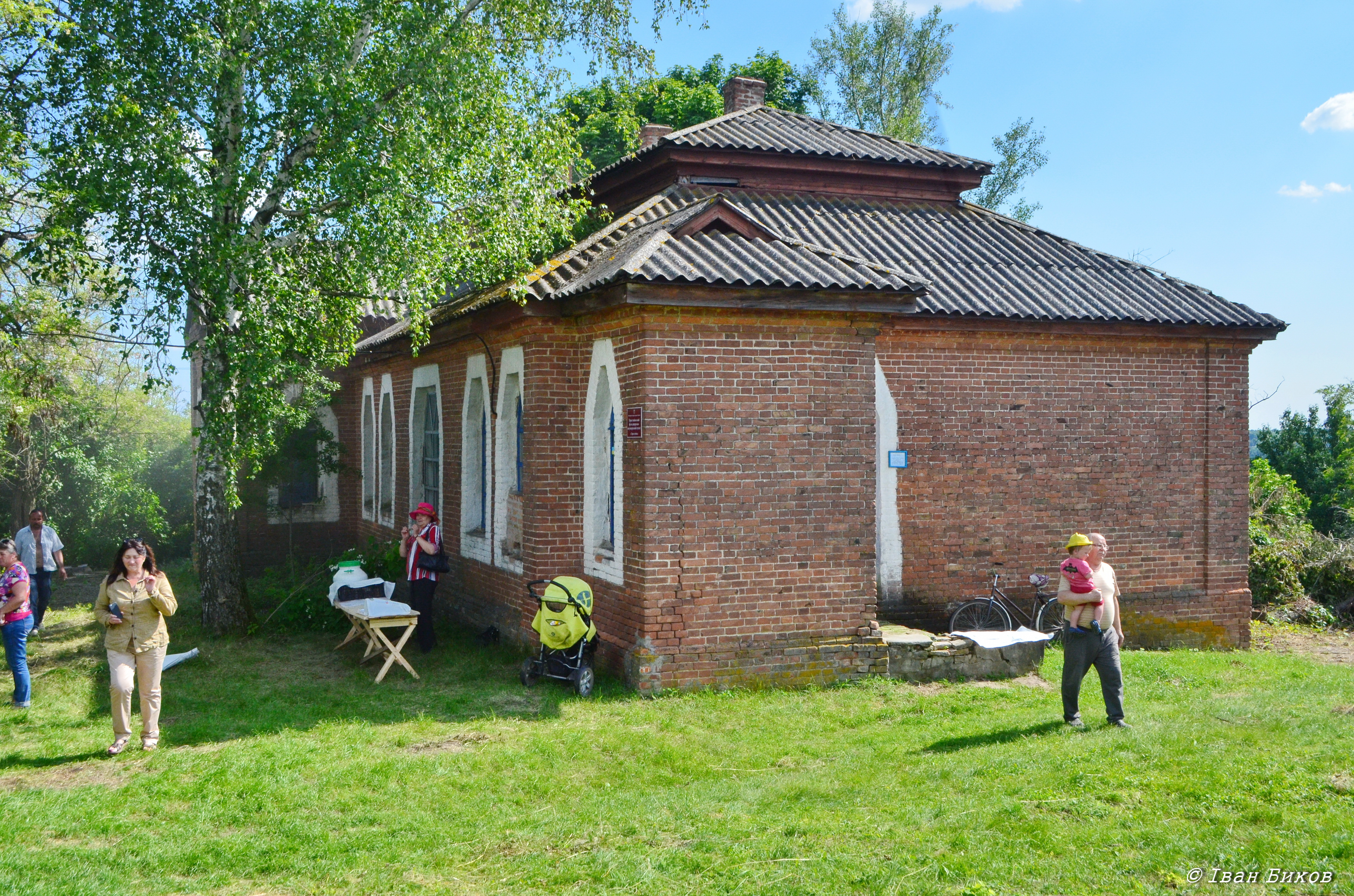
Земська школа у Христанівці, 2016 р.

Христанівка входила до складу Сенчанської сотні Лубенського полку.
На 1666 рік у Христанівці 4 господарі орали на 2 волах. «Во дворе: Алифер Савин, Костка Трущенко, Васка Слепой, Якимка Рудой.»
На 1732 рік в реєстрі Сенчанської сотні Лубенського полку було записано 13 козаків з Христанівки: «Яков Сопко атаман, Андрушко Олихверенко, Степан Олихверенко, Матвей Олихверенко, Тишко Цепенко, Андрей Игнатенко, Грицко Ларченко, Гаврило Кандиба, Хвеско Бабенко, Иван Ларченко, Панас Ларченко, Федор Димитриев под, Грицко Олихверенко отлучний»
За даними на 1859 рік Христанівка була власницьким та козацьким селом (без церкви), у селі було 40 дворів, жіноче населення становило 128 осіб, а чоловіче 121 особу.
У 1913 році у Христанівці зведено однокомплектну земську школу, фасад котрої був втілений за проектом Опанаса Сластіона. Закинута будівля школи частково збереглася до наших днів. В одному крилі школи розташований Христанівський фельдшерсько-акушерський пункт.
Поблизу села (на північ та на захід) знаходяться два кургани, на даний момент розорані, відкриті архітектором Ткаченком О. М.
За переписом населення 12 січня 1989 року населення Христанівки становило 249 осіб: 121 чоловічої та 128 жіночої статі.
До 2017 року орган місцевого самоврядування — Васильківська сільська рада.
12 червня 2020 року, відповідно до розпорядження Кабінету Міністрів України № 721-р «Про визначення адміністративних центрів та затвердження територій територіальних громад Полтавської області», село увійшло до складу Лохвицької міської громади.
19 липня 2020 року, в результаті адміністративно - територіальної реформи та ліквідації Лохвицького району, село увійшло до складу новоутвореного Миргородського району Полтавської області.

## Природа
У заплавній частині річки Сули в околицях сіл Христанівка та Бодаква розташований ландшафтний заказник загальнодержавного значення «Христанівський» загальною площею 1705,2 га.

## Інфраструктура
Раніше між Христанівкою та Бодаквою був пором через Сулу. Станом на жовтень 1925 року технічний стан порому був дуже поганий, переїздити ним було дуже небезпечно. Громада Бодакви ухвалила не будувати нового порому, а збудувати місток, однак допомоги від влади так і не отримала, не зважаючи на неодноразові звернення про допомогу.

## Відомі люди
- Литвиненко-Волторніст Христина Дмитрівна (23 травня 1883 — 7 січня 1978, Миргород) — бандуристка та народна поетеса. Грамоти навчилася самотужки, була вільною слухачкою Миргородської художньо-промислової школи. Вийшли друком дві її збірки: 1958 — «Широким шляхом» та 1960 — «Степові квіти», складала пісні і вірші для дітей.[13]

## Христанівка на відео й на телебаченні
- Книга UA. Враження тижня [Архівовано 5 серпня 2016 у Wayback Machine.]. (З 2:00 по 4:36).
- Подорожні. Оксана Олійник [Архівовано 9 червня 2016 у Wayback Machine.].
- Життя в селі. Толока 4 червня 2016 року. Прибираємо школу збудовану за проектом Сластіона у 1914 році.
- Порятунок модерну [Архівовано 26 серпня 2021 у Wayback Machine.]. ГромадськеТБ.Полтава.